# Enrico Galmozzi
Enrico Galmozzi, (Sesto San Giovanni, 5 luglio 1951) è un terrorista italiano, tra i fondatori dell'organizzazione armata di estrema sinistra Prima Linea durante gli anni di piombo in Italia.

## Biografia
Galmozzi fu giudicato colpevole degli omicidi di Enrico Pedenovi a Milano e del poliziotto Giuseppe Ciotta a Torino, e condannato a 27 anni di carcere, di cui ne sconterà solo 11.

Salì poi alla ribalta delle cronache anche per aver concepito i figli, con la compagna Giulia Borelli, nelle gabbie dell'aula bunker ricavata nell'ex carcere femminile di Santa Verdiana, durante il processo per le attività di Prima Linea in Toscana.
Autore di vari saggi e articoli, nel 1994 ha pubblicato Il soggetto senza limite, un'opera critica del dannunzianesimo e dell'esperienza legionaria fiumana.
Nel 2019 ha pubblicato "Figli dell'officina", che racconta le origini e la nascita di Prima Linea (1973-1976)